# Владислав Крейда
Владислав Крейда (ест. Vladislav Kreida, нар. 25 вересня 1999, Таллінн) — естонський футболіст, півзахисник клубу «Флора», на правах оренди виступає за шведський «Шевде АІК».

## Клубна кар'єра
Народився 25 вересня 1999 року в місті Таллінн.
У дорослому футболі дебютував 2016 року виступами за другу команду талліннської «Флори», в якій провів два сезони, взявши участь у 59 матчах чемпіонату.
До складу головної команди «Флори» почав залучатися 2018 року. Станом на 7 листопада 2019 року відіграв за талліннський клуб 35 матчів в національному чемпіонаті.

## Виступи за збірні
У 2017 році дебютував у складі юнацької збірної Естонії (U-19), загалом на юнацькому рівні взяв участь у 4 іграх.
З 2019 року залучається до складу молодіжної збірної Естонії. На молодіжному рівні зіграв у 3 офіційних матчах.
Того ж року дебютував в офіційних матчах у складі національної збірної Естонії.
| Дата       | Місто  | Господарі | Результат | Гості   | Турнір            | Голи | Примітки |
| ---------- | ------ | --------- | --------- | ------- | ----------------- | ---- | -------- |
| 11-6-2019  | Майнц  | Німеччина | 8 – 0     | Естонія | Відбір до ЧЄ 2020 | -    | 82'      |
| 10-10-2019 | Мінськ | Білорусь  | 0 – 0     | Естонія | Відбір до ЧЄ 2020 | -    |          |
| Усього     |        | Матчів    | 2         |         | Голів             | 0    |          |

## Титули і досягнення
- Чемпіон Естонії (5):

«Флора»: 2017, 2019, 2020, 2022, 2023
- Володар Кубка Естонії (2):

«Флора»: 2015-16, 2019-20
- Володар Суперкубка Естонії (3):

«Флора»: 2016, 2020, 2024
- Володар Кубка Чехії (1):

«Сігма» (Оломоуць): 2024-25